# Тророги шешир
Тророги шешир (шп. El sombrero de tres picos) је балет шпанског композитора Мануела де Фаље заснован на истоименом роману деветнаестовековног шпанског књижевника Педра Антонија де Аларкона. Премијерно је изведен 22. јула 1919. у лондонском Алхамбра Театру под диригентском палицом Ернеста Ансермета. Кореографију је осмислио Леонид Масин, а сценографију и костиме Пабло Пикасо. Главни играчи су били Леонид Масин у улози млинара и Тамара Карсавина у улози млинарке.
- У повести позоришне игре XX века Тророги шешир Мануела де Фаље стоји раме уз раме са Петрушком Игора Стравинског. Оба дела је продуцирао велики импресарио Сергеј Дјагиљев за своју балетну компанију Ballets Russes. Оба раскидају са традиционалним тематикама које се баве принцезама, духовима и лабудовима. Али што је можда још важније, представљају буржоазију са извесним симпатијама. У том смислу, у Тророгом шеширу се одражавају ставови и тежње руралне Андалузије.
- Након премијере у Лондону, дело је постигло значајан успех. Хваљена је прецизна синтеза музике, плеса, драме и сценографије.
- Прве верзија дела, позната под називом Гувернер и млинарка, изведена је у 1917. године у мадридском Театру Еслава у форми дводелне пантомиме. Дјагиљев је доцније упознао Фаљу и убедио га да преради дело како би добило већу драмску структуру. Композитор је изменио своје дело како би га прилагодио жанру игре, уклањајући значајан део описних елемената и проширујући плесне делове.[1]
- Балет је заснован на једној фолклорној причи која дели Бомаршеов дух, његово снажно и дубоко поштовање начина живота и духа нижег друштвеног сталежа.

Након премијере балета, Фаља је компоновао две оркестарске свите истог назива које се изводе чешће од самог балета. У њима се не налазе неки вокални фрагменти и прелазне деонице.
Музика се састоји из следећих делова:
- Introducción y escena — Увод и сцена
- La tarde — Поподне
- Danza de la molinera (Fandango) — Млинаркина игра
- Las uvas — Грожђе
- Danza de los vecinos (Seguidillas) — Комшијска игра
- Danza del molinero (Farruca) — Млинарева игра
- Danza del corregidor — Гувернерова игра
- Danza final (Jota) - Завршна игра